# Stazione di Sjanky
La stazione di Sjanky (in ucraino Сянки?) è una stazione ferroviaria posta sulla linea Leopoli-Sambir-Čop. Serve il centro abitato di Sjanky.